# TBSブリタニカ
株式会社TBSブリタニカ（ティービーエスブリタニカ、英: TBS-BRITANNICA Co.,Ltd.、登記上の商号: 株式会社ティビーエス・ブリタニカ）は、かつて存在した日本の出版社である。東京都目黒区目黒1丁目に本社を置いていた。
2003年に阪急電鉄（現：阪急阪神ホールディングス）に買収され、阪急コミュニケーションズとなった後、現在はCCCメディアハウスとなっている（後述参照）。

## 概要と沿革
1968年にアメリカのエンサイクロペディア・ブリタニカ（EB）社から東京放送（TBS）に、ブリタニカ百科事典の日本語版出版提携の打診があった。これを受け、1969年9月設立。当初の資本金は2億5000万円。出資比率はEB社55%、TBS40%、凸版印刷5%。社長にはTBS取締役の分部芳雄、代表権のない取締役会長には旗振り役だったTBS社長の今道潤三が就任した。
ブリタニカ百科事典の日本語版『ブリタニカ国際大百科事典』は、翻訳、書き換えなどに手間取り、第1回配本の発刊は1972年5月、全巻完結したのは1975年12月だったが、売れ行きは好調で、1981年には販売数が50万セットを超えた。販売方法は全国を網羅する訪問販売を主とした。
その後、教育教養総合出版社を目指し、ジョン・ケネス・ガルブレイス『不確実性の時代』、エズラ・ヴォーゲル『ジャパン・アズ・ナンバーワン』などのヒット作を出した。TBSでもこれら出版物に連動した番組を放映するなど、メディアミックス展開を行っていた。
しかし、TBSの社内から「本業である放送事業に資本を集中すべし」との声が上がり、1981年、TBSは持株の一部をサントリー株式会社に売却。この結果比率はサントリー51%、EB社25%、TBS13%、凸版5%などとなり、TBSブリタニカの経営はサントリーの手に移った。ただし、社名はTBSブリタニカを引き継ぎ、百科事典の販売も継続した。
1986年1月に「ニューズウィーク日本版」、同年6月に「アステイオン」、1990年に「フィガロジャポン」を創刊。1992年には、前年死去した作家・開高健の名を冠した「開高健賞」を創設した。この賞は2001年まで続けられる。
2000年には、EB社が新たな日本法人「ブリタニカ・ジャパン」を設立し、『ブリタニカ国際大百科事典』の事業を傘下に置いた（2012年に紙ベースの百科事典出版・販売事業からは撤退）。
一方、2003年7月1日、阪急電鉄は百科事典以外のTBSブリタニカの事業を20億円で買収することで、サントリーと合意。これにより、宝塚歌劇関連の雑誌などの出版事業を行っていた阪急電鉄の「創遊事業本部コミュニケーション事業部」とTBSブリタニカとを、阪急が持っていた休眠会社（1990年設立）に吸収させる形で、新しい出版社「阪急コミュニケーションズ」を発足させた。2014年10月の事業再編で、出版部門はカルチュア・コンビニエンス・クラブ傘下のCCCメディアハウスに承継された。